# Marrakesz-Safi
Marrakesz-Safi (arab. ‏مراكش-آسفي‎, Marrākuš-Āsafī; fr. Marrakech-Safi) – region administracyjny w Maroku, w środkowej części kraju. W 2024 roku liczył ok. 4,9 mln mieszkańców. Siedzibą regionu jest Marrakesz.
Dzieli się na jedną prefekturę i siedem prowincji:
- prefektura Marrakesz
- prowincja Al-Hauz
- prowincja Al-Jusufijja
- prowincja Ar-Rahamina
- prowincja As-Suwajra
- prowincja Kalat as-Saraghina
- prowincja Safi
- prowincja Sziszawa